# Griet Op De Beeck
Œuvres principales
Bien des ciels au-dessus du septième
Griet Op De Beeck, née le 22 août 1973 à Turnhout, est une écrivaine belge de langue néerlandaise, connue pour son premier roman Bien des ciels au-dessus du septième (titre original : Vele hemels boven de zevende) écrit en 2013 qui rencontre un certain succès notamment en Flandre et aux Pays-Bas.
Elle écrit également régulièrement des chroniques pour le journal flamand De Morgen. 

## Biographie
De 1994 à 2004, Griet Op de Beeck a joué et réalisé diverses pièces de théâtre, notamment au théâtre d'Anvers Het Toneeelhuis sous la direction de Luk Perceval. Au départ de ce dernier, Griet se tourne vers la profession de journaliste. 
De 2004 à 2008 elle travaille ainsi pour le  magazine hebdomadaire flamand HUMO. À partir de 2008, elle travaille pour le journal flamand De Morgen pour qui elle réalise de longues interviews et écrit régulièrement des chroniques.
Parallèlement à son activité journalistique, Griet sort en janvier 2013 son premier roman intitulé Bien des ciels au-dessus du septième (titre original : Vele hemels boven de zevende) bien reçu par le public néerlandophone et les critiques.
Dès juin 2013 est annoncée la préparation d'une adaptation cinématographique de ce roman par le réalisateur Jan Matthys qui sortira dans les salles flamandes en novembre 2017, et pour laquelle Griet participe à la rédaction du scénario.
En septembre 2013, son roman est nommé pour le prix littéraire néerlandais AKO, en octobre 2013 il gagne le Publieksprijs De Bronzen Uil.

## Œuvres
- Vele hemels boven de zevende, 2013[1] - Publieksprijs De Bronzen Uil 2013

- traduit en français sous le titre Bien des ciels au-dessus du septième par Isabelle Rosselin, Paris, Éditions Héloïse d’Ormesson, 2017, 326 p.  (ISBN 978-2-350-87407-4)
- Kom hier dat ik u kus, 2014[2]

- traduit en français sous le titre Viens par ici que je t’embrasse par Isabelle Rosselin, Paris, Éditions Héloïse d’Ormesson, 2018,  (ISBN 978-2-350-87450-0)
- Gij nu, 2016[3]
- Het beste wat we hebben, 2017
- Gezien de feiten, 2018

## Adaptation cinématographique
- Vele hemels de Jan Matthys, 2017